# Вонсув
Вонсув (пол. Wąsów) — село в Польщі, у гміні Конюша Прошовицького повіту Малопольського воєводства.
Населення — 141 особа (2011).
У 1975-1998 роках село належало до Краківського воєводства.

## Демографія
Демографічна структура станом на 31 березня 2011 року:
|          | Загалом | Допрацездатний вік | Працездатний вік | Постпрацездатний вік |
| -------- | ------- | ------------------ | ---------------- | -------------------- |
| Чоловіки | 76      | 17                 | 47               | 12                   |
| Жінки    | 65      | 13                 | 35               | 17                   |
| Разом    | 141     | 30                 | 82               | 29                   |